# Ysjötjärnen (Junsele socken, Ångermanland, 707348-154251)
Ysjötjärnen är en sjö i Sollefteå kommun i Ångermanland och ingår i Ångermanälvens huvudavrinningsområde.